# Urząd Regulacji Telekomunikacji i Poczty
Urząd Regulacji Telekomunikacji i Poczty (URTiP) – istniejący w latach 2002–2006 urząd administracji rządowej, obsługujący Prezesa Urzędu Regulacji Telekomunikacji i Poczty. URTiP zastąpił działający wcześniej Urząd Regulacji Telekomunikacji. 
Prezes Urzędu Regulacji Telekomunikacji i Poczty (Prezes URTiP) jako nowy centralny organ administracji rządowej został ustanowiony z dniem 1 kwietnia 2002 r. Utworzono go w miejsce, zniesionego z dniem 31 marca 2002 r. na mocy art. 1 ust. 1 pkt 1 lit. h oraz art. 6 ust. 1 ustawy z dnia 1 marca 2002 r. o zmianach w organizacji i funkcjonowaniu centralnych organów administracji rządowej i jednostek im podporządkowanym oraz o zmianie niektórych ustaw
(Dz. U. Nr 25, poz. 253 z późn. zm.), centralnego organu administracji rządowej – Prezesa Urzędu Regulacji Telekomunikacji.
Nadzór nad Prezesem URTiP sprawował minister właściwy do spraw łączności, którego funkcję pełnił w tym okresie Minister Infrastruktury. 
Na stanowisko Prezesa URTiP z dniem 1 kwietnia 2002 r. powołany został Witold Graboś i pełnił tę funkcję do czasu likwidacji urzędu w styczniu 2006.
Prezes URTiP wykonywał swoje zadania przy pomocy Urzędu Regulacji Telekomunikacji i Poczty (URTiP). Utworzenie URTiP stanowiło jeden z elementów reformy administracji, mającej na celu obniżenie kosztów funkcjonowania systemu administracji publicznej w Polsce. Nowo utworzony URTiP podlegał reorganizacji zmierzającej do oszczędniejszego gospodarowania środkami publicznymi oraz sprostaniu dotychczasowym i nowym zadaniom nakładanym na Prezesa URTiP przez ustawy. 
We wskazanych przepisami prawa przypadkach Prezes URTiP był zobowiązany do współpracy z innymi naczelnymi i centralnymi organami administracji publicznej, a w szczególności z Krajową Radą Radiofonii i Telewizji (w obszarze gospodarki częstotliwościowej) oraz Prezesem Urzędu Ochrony Konkurencji i Konsumentów (w obszarach regulacji rynku telekomunikacyjnego i rynku usług pocztowych oraz kontroli rynku wyrobów). 
Kompetencje i obowiązki Prezesa URTiP określone zostały przez ustawodawcę przede wszystkim w ustawie z dnia 21 lipca 2000 r. – Prawo telekomunikacyjne (Dz. U. nr 73, poz. 852 z późn. zm.), a ponadto również w innych ustawach i aktach prawnych niższego rzędu regulujących dziedziny telekomunikacji, radiokomunikacji i poczty.
Prezes URTiP kształtował pozycję krajowego regulatora rynku telekomunikacyjnego oraz pocztowego poprzez podejmowanie działań zmierzających w kierunku skutecznego osiągania celów wskazanych w Prawie telekomunikacyjnym, a w szczególności: 
- zapewnienia powszechnego dostępu do usług telekomunikacyjnych i pocztowych,
- ochrony interesów konsumentów przez kontrolę jakości i cen oferowanych na rynku usług,
- wspierania równoprawnej i efektywnej konkurencji w zakresie świadczenia usług telekomunikacyjnych i pocztowych,
- rozwoju nowoczesnej infrastruktury telekomunikacyjnej, integrującej usługi telekomunikacyjne, informacyjno – informatyczne i audiowizualne, umożliwiającej dostęp do ogólnoeuropejskich oraz światowych sieci i usług telekomunikacyjnych,
- zapewnienia ładu w gospodarce zasobami: numeracji, widma częstotliwości fal radiowych oraz orbitalnymi,
- ochrony interesu państwa w zakresie obronności i bezpieczeństwa państwa oraz bezpieczeństwa i porządku publicznego.

Realizacji powyższych celów służyło wydawanie rozstrzygnięć regulacyjnych stanowiących ustawową kompetencję Prezesa URTiP, jak również nadzór nad zgodnością działania podmiotów świadczących usługi telekomunikacyjne, pocztowe i radiokomunikacyjne z przepisami prawa i, wydanymi na ich podstawie, indywidualnymi decyzjami administracyjnymi.
Zakres zadań Prezesa URTiP był  również określony w  Prawo pocztowe (Dz. U. z 2003 r. Nr 130, poz. 1188), ponadto ustawa z dnia 30 sierpnia 2002 r. o systemie oceny zgodności (Dz. U. z 2002 r. Nr 166, poz. 1360) ustanowiła Prezesa URTiP organem wyspecjalizowanym w zakresie kontroli wyrobów emitujących lub podatnych na emisję pola elektromagnetycznego, w tym aparatury i urządzeń telekomunikacyjnych wprowadzonych do obrotu handlowego.
Od dnia 3 września 2004 r. zaczęło obowiązywać w Polsce nowe Prawo telekomunikacyjne. Zapisy ustawy nałożyły na Prezesa Urzędu Regulacji Telekomunikacji i Poczty wiele nowych zadań, z których najważniejsze to m.in. prowadzenie postępowań konsultacyjnych, postępowań konsolidacyjnych, postępowań mediacyjnych w sporach pomiędzy konsumentami a dostawcami publicznie dostępnych usług telekomunikacyjnych i przedsiębiorcami oraz nowe podejście do analizy konkurencyjności na 18 rynkach telekomunikacyjnych. Nowa ustawa wprowadziła także instytucję Sądu Polubownego.
W styczniu 2006 r. URTiP został zastąpiony przez Urząd Komunikacji Elektronicznej.